# Anatole de Melun
Anatole Louis Joachim de Melun (Brumetz, 24 settembre 1807 – Brumetz, 17 gennaio 1888) è stato un politico francese.

## Biografia
Proprietario fondiario, fu eletto per il dipartimento del Nord nelle file dei legittimisti alle elezioni per l'Assemblea legislativa tenute il 13 maggio 1849. Dopo il colpo di Stato di Luigi Bonaparte si ritirò a vita privata.
Si ripresentò candidato del Nord alle elezioni per l'Assemblea Nazionale dell'8 febbraio 1871 e fu eletto, sedendo all'estrema destra. Votò a favore della pace con la Germania, per le preghiere pubbliche in occasione della caduta della Comune e per lo stato d'assedio di Parigi.
Alla scadenza del mandato elettorale, nel marzo del 1876, si ritirò dalla politica attiva.